# Thom Mayne
Thom Mayne (Waterbury, Connecticut, 9. siječnja 1944.) je međunarodno priznati američki arhitekt, te osnivač i ravnatelj interdisciplinarne arhitektonske tvrtke Morphosis. God. 2005. osvojio je prestižnu Pritzkerovu nagradu, koja se smatra za nobelovu nagradu arhitekture.

## Životopis
Thom Mayne je rođen u Westburyju (Connecticut) 1944. god., a dio svog djetinjstva proveo je u Garyju, Indiana. Kad mu je bilo deset, njegova majka je preselila obitelj u Whittier, California. Iako je najprije upisao Politehničko sveučilište Kalifornije (California State Polytechnic University, Cal Poly) u Pomoni, god. 1968. je diplomirao arhitekturu na Sveučilištu južne Kalifornije (University of Southern California, USC). Od tada je radio dvije godine kao projektant za Victoriju Gruen. Započeo je svoju predavačku karijeru na Cal Poly, ali je ubrzo, zajedno s još šest kolega, dobio otkaz. To je bio početak osnivanja Instituta arhitekture južne Kalifornije (Southern California Institute of Architecture, SCI-Arc) 1972. god. Vratio se u školu i magistrirao je na Sveučilištu Harvard 1978. god. Od tada je predavao na Sveučilištu Columbia, Harvardu, Sveučilištu Yale, Berlage Institutu u Nizozemskoj i Školi arhitekture Bartlett u Londonu.
Osim što je 2005. godine osvojio Pritzkerovu nagradu, počašćen je Rimskom nagradom Američke akademije dizajna (American Academy of Design) u Rimu (1987.), članstvom američke Akademije umjetnosti i književnosti i Američkog instituta arhitekture u Los Angelesu (2000.). 

## Djela
Mayneov pristup arhitekturi i njegova filozofija ne proizlazi iz europskog modernizma, azijskih utjecaja, ili čak iz američkih prethodnika iz prošlog stoljeća. On je u cijeloj svojoj karijeri težio stvoriti originalnu arhitekturu koja je istinski predstavnik jedinstvene, donekle bez korijena, kulture južne Kalifornije, osobito arhitektonski bogatog grada Los Angelesa. Kao Eameses, Neutra, Schindler, i Gehry prije njega, Thom Mayne je autentičan dodatak tradiciji inovativne i uzbudljive arhitekture Zapadne obale SAD-a.
Mayneova tvrtka Morphosis (tj. „biti u formaciji”) je oduvijek poznata po beskompromisnim dizajnima i težnji svladavanju granica tradicionalnih oblika i materijala, radeći izvan granica modernizma i postmodernizma. Tvrtku je 1972. god. osnovao Mayne i Jim Stafford u Santa Monici, a godinu dana kasnije pridružio im se i Michael Rotondi, koji je ostao njihov partner sve do 1991. god. Vrste zgrada koje gradi Morphosis su u rasponu od stambenih, institucionalnih i društvenih, do velikih urbanistickih projekata.

### Kronološki popis poznatijih djela
- Cedar Sinai centar za rak, Los Angeles, Kalifornija, SAD (1988.)
- Sun toranj, Seul, Južna Koreja (1997.)
- Srednja škola Diamond Ranch, Pomona, Kalifornija, SAD (1999.)
- Dom diplomaca, Sveučilište u Torontu, Toronto, Kanada (2000.)
- Sjedište Hypo Alpe-Adria, Klagenfurt, Austrija (2002.)
- Sjedište tvrtke Caltrans, Los Angeles, SAD (2004.)
- Rec centar sveučilišta u Cincinnatiju, Cincinnati, Ohio, SAD (2006.)
- Sudnica Wayne L. Morse, Eugene, Oregon, SAD (2006.)
- Federalna zgrada, San Francisco, SAD (2006.)
- Nacionalni centar za upravljanje satelitima, Suitland, Maryland, SAD (2007.)
- New Academic Building za Cooper Union, New York, SAD (2009.)
- Prirodoslovni i znanstveni muzej Perot, Dallas, Texas, SAD (2012.)

- Dom diplomaca, Sveučilište u Torontu (2000.)
- Sjedište tvrtke Caltrans, Los Angeles (2004.)
- Federalna zgrada, San Francisco (2006.)
- National Satellite Operations Center (2007.)
- Prizemlje New Academic Building Cooper Union, New York (2009.)

## Vanjske poveznice
- Morphosis.com, službene stranice (engl.)
- American Maverick Wins Pritzker Prize New York Times, March 21, 2005 (engl.)